# Boris Igorewitsch Chlebnikow

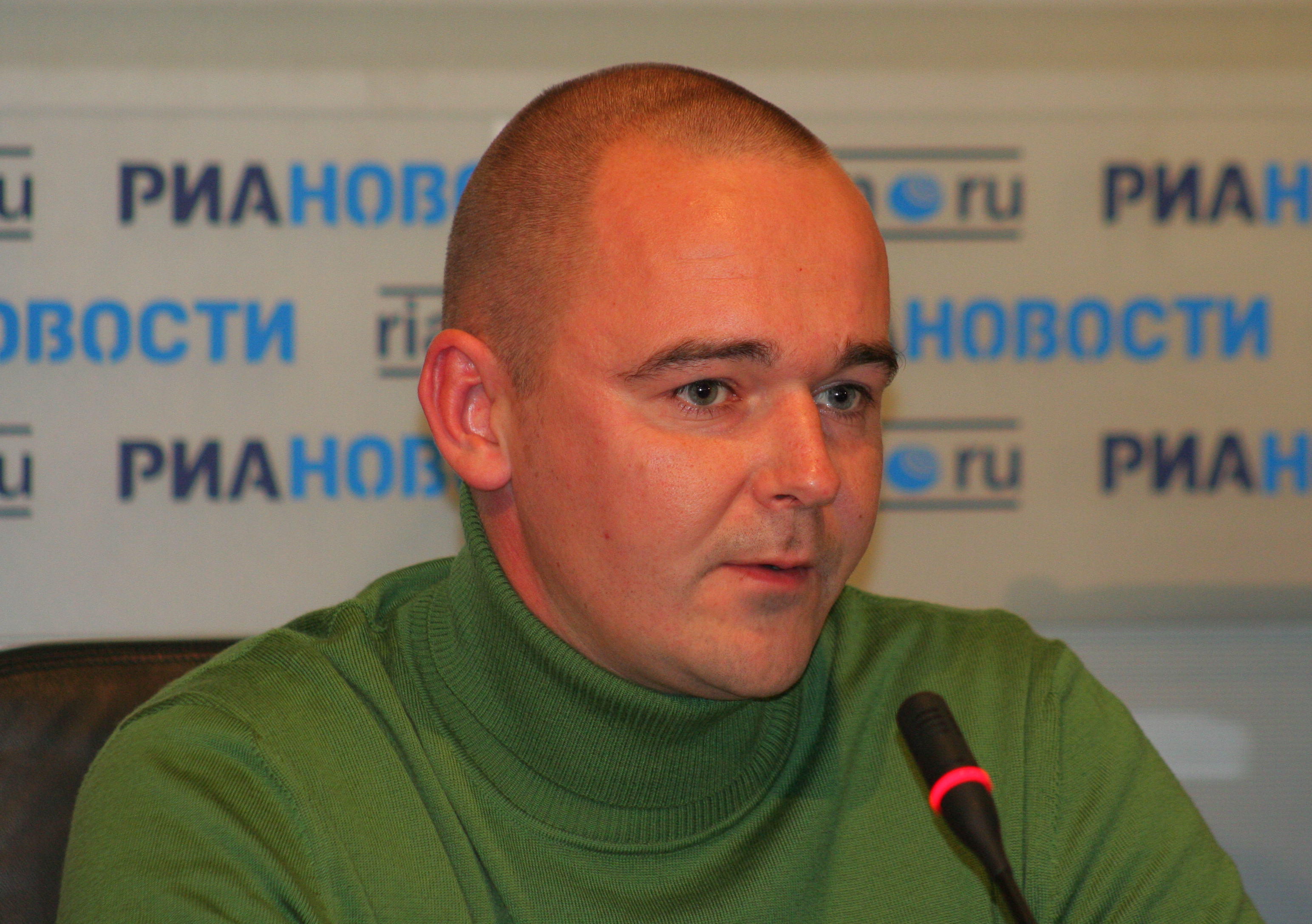
Boris Chlebnikow, 2010

Boris Igorewitsch Chlebnikow (russisch Борис Игоревич Хлебников; * 28. August 1972 in Moskau) ist ein russischer Filmregisseur und Drehbuchautor.

## Leben
Boris Chlebnikow wurde 1972 in der ehemaligen Sowjetunion geboren. Er studierte Filmtheorie am Gerassimow-Institut für Kinematographie in Moskau. Nach seinem Abschluss im Jahr 1997 drehte er gemeinsam mit Alexei Popogrebski den Kurzfilm Mimokhod. Mit Koktebel, ebenfalls eine Zusammenarbeit mit Popogrebski, gab Chlebnikow 2000 sein Spielfilmdebüt.
Im Jahr 2013 erhielt sein Drama A Long and Happy Life eine Einladung in den Wettbewerb der 63. Berlinale.

## Filmografie (Auswahl)
- 2003: Koktebel (gemeinsam mit Alexei Popogrebski)
- 2006: Free Floating (Svobodnoe plavanie)
- 2009: Verrückte Rettung (Sumasshedshaya pomoshch)
- 2009: Korotkoe zamykanie (Kurzschluss), zusammen mit vier weiteren russischen Regisseuren (Segment Pozor)
- 2010: Churchill (Fernsehserie, eine Folge)
- 2012: Poka noch ne razluchit
- 2013: A Long and Happy Life (Dolgaya schastlivaya zhizn)
- 2017: Arrhythmia
- 2018–2021: Eine ganz gewöhnliche Frau (Fernsehserie)